# شيريل بيرك
شيريل بيرك (بالإنجليزية: Cheryl Burke)‏ هي مصممة رقص أمريكية، ولدت في 3 مايو 1984 في سان فرانسيسكو في الولايات المتحدة.

## وصلات خارجية
- الموقع الرسمي
- شيريل بيرك على موقع IMDb (الإنجليزية)
- شيريل بيرك على موقع قاعدة بيانات الفيلم (الإنجليزية)
- شيريل بيرك على موقع كينوبويسك (الروسية)